# Cantó de Lorris
El cantó de Lorris és un cantó francès del departament de Loiret, situat al districte de Montargis. Té 13 municipis i el cap és Lorris.

## Municipis
- Chailly-en-Gâtinais
- Coudroy
- La Cour-Marigny
- Lorris
- Montereau
- Noyers
- Oussoy-en-Gâtinais
- Ouzouer-des-Champs
- Presnoy
- Saint-Hilaire-sur-Puiseaux
- Thimory
- Varennes-Changy
- Vieilles-Maisons-sur-Joudry

## Història
| Data d'elecció                           | Identitat           | Partit                       | Qualitat |
| ---------------------------------------- | ------------------- | ---------------------------- | -------- |
| 1945-1949                                | Constant Leturcq    | divers droite                |          |
| 1949-1973                                | Pierre Berger       | RPF, després RS, després UDR |          |
| 1973-1992                                | Bernard Charpentier | divers droite, després RPR   |          |
| 1992-1996                                | Jean Lanthiez       | UDF                          |          |
| 1996-2011                                | Guy Parmentier      | PCF, després divers gauche   |          |
| 2011-                                    | Denis Godeau        | PS                           |          |
| les dades anteriors no són pas conegudes |                     |                              |          |
|                                          |                     |                              |          |

## Demografia
| A partir de 1990: Població sense dobles comptes |